# 巴其 (ONE PIECE)
「小丑」巴其是日本動漫作品《ONE PIECE》裡的其中一個角色。在第二部的劇情中曾任「王下七武海」之一。在和之國篇之後，成為「四皇」之一。

## 設計
形象参考自马戏团里表演杂技的小丑和DC漫画里蝙蝠侠一直以来的死对头小丑以及中世纪宫廷里负责搞笑的丑角。

## 人物
巴其海賊團船長。有著一個大紅鼻子，外形像小丑，他很忌諱別人談及他的鼻子，也因為如此常常發狂及傷及無辜。口頭禪是，出海的夢想是得到世間的財寶並成為「海賊王」。不太聰明，但似乎比魯夫的想法較為正常些。
巴其以虐待弱者為樂趣，是個集自私、無情於一身的海賊。曾因一時氣憤動用「巴其砲彈」濫炸城鎮；另外在魯夫把「巴其砲彈」以「橡膠氣球」彈回的時候，巴其竟以兩名手下當作「擋箭牌」來保護自己。
在海賊王的船上，巴其完全不理解羅傑海賊團內的成員為什麼對寶物沒有興趣，並認為大家根本不知道「海賊」的意思。他認為，海賊的本色就是「搶奪財富」，故每與敵船開戰都顯得十分亢奮和積極。因誤食惡魔果實，加上藏寶圖掉進海中，使他失望地放棄海底的寶藏，並在成立海賊團後四處搜索陸上的財寶。此外，在橘子鎮與魯夫對戰時，又要向娜美搶回寶物分心而落敗，也反映他視財如命的性格。
自推進城篇後，為人態度轉變得很快，只追求有利的情況，一感覺有危險就立刻逃走，總是在虛張聲勢，後來他透過強運和演技被拱為頗負聲望的海賊，極少人知道他實際上的實力。目前對巴其很了解的角色有：自己手下的所有幹部、魯夫、傑克、克洛克達爾、密佛格。

## 能力
巴其是超人系「四分五裂果實」能力者，四分五裂人，身體能夠進行分裂，並讓各部位自由飛行，但操控範圍有限，而且在使用能力時，雙腳必須著地，亦可活用身體各個部份同時發動攻擊，利器對其無效（包括鳥籠），弱點是鈍器攻擊。使用武器為八把匕首和斧頭。

## 劇中表現
童年與「紅髮」傑克同在「海賊王」哥爾·D·羅傑的船上當海賊見習生，直至羅傑解散海賊團為止。與傑克為竹馬之交，青年時經常打架，無論甚麼事情都會爭持不下（如爭辯南極和北極哪裡比較冷）。
某天，羅傑海賊團從敵船劫來一顆惡魔果實，在得悉果實可賣到1億貝里後，巴其便使計將它據為己有；計劃在事成後依靠賣果實得到的錢和藏寶圖上的寶物為資本，成立最強的海賊團，搶奪更多的財寶。豈料正當他躲於暗角洋洋得意時，傑克突然與他搭話，情急之下便把惡魔果實藏在口中，但結果他竟不慎吞下了，還把藏寶圖丟進海中。巴其的發財大計瞬間化成泡影，成立海賊團出海的計劃也因而延後了10年；他將所有結果歸咎於傑克，因此對傑克恨之入骨。 
曾以羅傑海賊團的船員身分參與了27年前的「愛特·沃爾海戰」；船上只有他一人不同意開戰，並倡議羅傑服從金獅子。
過去巴其突然發高燒而未能前往最後之島拉乎德爾，因此不知道該島的位置。
24年前，「海賊王」在羅格鎮被公開處死，巴其在目睹船長羅傑被行刑時也忍不住痛哭流涕。後來巴其希望傑克能以成為下個時代的海賊王為目標，但是傑克卻對海賊王的目標沒興趣，導致自己認為傑克辜負羅傑的期望，因此不想成為傑克的手下，最終兩人在羅格鎮就此分道揚鑣，各自組建自己的海賊團。

### 第一部
與「魯夫」的積怨
巴其率領他的海賊團佔領了位於東海的橘子鎮，被「小賊貓」娜美偷去了「偉大的航道」的航海圖；一怒之下竟向著城鎮胡亂發放巴其砲彈發洩。其後，娜美主動送還航海圖，還把她誆稱的「老大」魯夫綁起來送交巴其。可是，巴其卻命令娜美用巴其砲彈殺死魯夫，娜美因拒絕而被識破，幸被剛來到的索隆所救。巴其憑「四分五裂果實」的能力讓使劍的索隆陷入絕境，但因一時鬆懈而被裝著巴其砲彈的炮口對準，他跟團員被炮擊，魯夫三人則因此逃脫。其後，巴其派遣下屬追殺魯夫一行人，並以毀掉橘子鎮逼他們現身，但未幾便全部敗陣，唯有親自出馬對戰魯夫。他雖然再次使出「四分五裂果實」的能力，卻因要向娜美搶回寶物分心。不能離地的下身不斷被魯夫攻擊（踢下體、抓腳板）；最後，部份分裂出來的身體更被娜美綁起，而他自己則被魯夫以「橡膠火箭砲」轟走。
巴其自此便與他的部分身體（包括一大截的軀幹、手臂、大腿和小腿）長時間分離，並以「小巴其」的身份出現於扉頁連載《小小巴其的大冒險》。期間，他經常受到巨型動物的襲擊，又遇上身體卡在寶箱內的卡蒙，並與他成為了好友。最後，他被變成美女的「鐵棒」亞爾麗塔所救；二人皆視魯夫為敵人，一拍即合便成為拍檔。隨後，他們找回了部下摩奇和卡巴吉等人，以及被部下帶走的巴其身體，接著便準備追殺魯夫。
其後巴其一行人在羅格鎮遇上魯夫，並成功在「海賊王」的處刑台上擒拿他。正當巴其要處死魯夫之際，處刑台被突如其來的雷電摧毀，魯夫因而逃脫。巴其一行人一度被「白獵人」斯摩格以海樓石網所捕，後來鎮上狂風大作，把網吹走了；巴其遂決定進入偉大的航道繼續追殺魯夫。
尋找「約翰的寶藏」
巴其進入偉大的航道後開始尋找傳說中的「約翰的寶藏」。在偉大的航道航行期間，他曾在船上開派對，食物的香味竟把路經的「火拳」艾斯引到船上來；巴其和艾斯出奇地投緣，雙方更成了好友。不過，巴其一行人尋找寶藏的過程卻每每碰釘，曾試過誤闖礦坑，其後因闖進海軍的秘密基地被捕關進「海底大監獄」推進城。在巴其被捕後，他的手下曾試圖劫獄，但在代船長亞爾麗塔的威脅下被逼放棄念頭。
逃離「大監獄」推進城
被囚在推進城「LEVEL 1」的巴其憑藉果實能力成功越獄，巧遇前來拯救「火拳」艾斯的魯夫。巴其一方面從魯夫口中得知推進城正被大量軍艦團團圍住，在獄中可謂插翅難飛；另一方面，他發現魯夫臂上的裝飾，正是他夢寐以求的「約翰的寶藏」藏寶圖，遂誘魯夫把裝飾送給他，以換取他的協助。魯夫二話不說便把裝飾遞給他，他本想就此逃之夭夭，卻被魯夫牽扯直到「LEVEL 4」，期間遇到了曾效力巴洛克華克的「Mr.3」。在「LEVEL 4」，巴其伙同「Mr.3」挑戰副署長般若拔，還使出了新研製的武器「馬其彈」，但最終也被般若拔輕鬆幹掉。二人後來被「Mr.2」馮·克雷所救，但因馮·克雷欲拯救魯夫，就帶同他們一同前往「LEVEL 5」。
到達「LEVEL 5」後，巴其與「Mr.3」拋下馮·克雷，重新展開逃獄的計劃。憑藉「Mr.3」的蠟燭果實能力，二人成功避過監獄人員的耳目，經歷千辛萬苦終回到「LEVEL 2」；他們把「LEVEL 2」的犯人都釋放出來，欲製造大規模的混亂以求逃脫；期間不斷歌頌巴其是解放他們的「救世主」。然而，署長麥哲倫在此時來到「LEVEL 2」，撲滅了很多逃犯，並用毒液封閉了所有出口。絕望的巴其一眾卻幸運地被進襲的「黑鬍子」汀奇，以及從「LEVEL 6」逃出的魯夫一行人解救，並成功逃到推進城的出口。巴其跟隨「Mr.0」克洛克達爾、「海俠」吉貝爾和「Mr.1」前往搶奪軍艦，被逃犯們視作與兩位前「王下七武海」平起平坐；但他在踏上軍艦瞬間便昏倒了。
「頂點戰爭」的參與
巴其驚覺軍艦正要前往「海軍本部」馬林福特，與逃犯們發難要改變目的地。後來，海軍透過艦上的電話蟲向船上的人宣告，他和魯夫同被列作逃離推進城的主犯；此外，海軍亦披露巴其為「海賊王」的前船員，而且與「四皇」之一的「紅髮」傑克素有交情。得悉巴其的背景後，逃犯們對他崇拜不已，紛紛稱他「船長巴其」；眾人的擁戴使巴其野心重燃，更幻想滅掉「白鬍子」後自己一躍成「四皇」，並成為「海賊王」。
巴其隨著軍艦掉進馬林福特的戰場，本欲奪取「白鬍子」人頭的他被現場的氣氛嚇倒，並想盡快離開；但他的追隨者卻不停地將他推往戰場。「白鬍子」眼見一眾逃犯或會阻礙營救艾斯的行動，便主動認出巴其，並要求他共同對抗海軍；此舉令巴其及他的追隨者再度亢奮起來。及後，踏進戰場的巴其被克洛克達爾的沙塵暴捲起，再被魯夫捉住，以「橡膠JET替身」擋下了「鷹眼」密佛格的斬擊；他不甘示若弱將「特製馬其彈」擲向「鷹眼」，卻瞬即被彈回並在自己前爆炸。隨後白鬍子海賊團第五隊隊長「花劍」比斯塔為了讓魯夫順利前進而擋下「鷹眼」，而使巴其得以逃走。
其後，受傷的巴其及他的追隨者再次出現，他們偷來了一部影像電話蟲，並以此取代海軍已經停止的直播。直播向觀眾介紹巴其是一直隱姓埋名的羅傑海賊團的船員及「四皇」傑克的兄弟，歌頌他為「傳說中的海賊」。然而，在他們拍到史庫亞德刺殺「白鬍子」的情形後，戰國元帥隨即命令上將「青雉」將一眾人連同電話蟲以能力冰封，直播也立時終止了，不久一行人又被大將「赤犬」落下的熔岩解凍。
戰爭的後期，艾斯和「白鬍子」被殺死，巴其也無心戀戰，害怕得想立即逃離戰場。在逃走期間，巴其意外地接到重傷的魯夫和吉貝爾，但引來「赤犬」的追殺；此時，「死亡外科醫生」羅突然現身，並要求巴其把兩個傷者交給他。「黃猿」也不待巴其反應，便以激光射向他，使他嚇得馬上把魯夫和吉貝爾丟給羅。及後，「紅髮」欲把魯夫掉下的草帽送還給他，謊稱以藏寶圖為代價誘騙巴其代勞，貪財的巴其也如實做了。不久，當巴其得知被傑克欺騙後氣得捉著他的衣領痛罵；巴其的追隨者看見他如此對待「四皇」都佩服得不得了並決心一輩子追隨他。
戰後，巴其帶同他的追隨者在偉大航道的某孤島與自己的海賊團重逢，並舉辦了迎新會，將其左右手－副船長摩奇與參謀長卡巴吉介紹給他的追隨者認識，另外還有摩奇的愛獅利基；接著又向亞爾麗塔展示他的「約翰的寶藏」藏寶圖。就在此時，「Mr.3」接收到一封由世界政府寄給巴其的信件，信中藏著非常重要的訊息。後於第二部透露世界政府對巴其參與「頂點戰爭」的表現有所忌憚，因而邀請他遞補王下七武海的職缺。

### 第二部
「頂點戰爭」落幕兩年後，巴其利用王下七武海的權勢在「新世界」卡萊·巴厘島創辦海賊派遣公司「巴其速遞」担任总裁（座长），擅长利用四分五裂能力和敞布斗篷伪装出自己身材宏伟的样子，获得了包括巨人佣兵在內的众多新手下敬佩且得以发号司令。原本欲趁唐吉訶德家族垮台的機會大賺一筆，但意外獲知原先隸屬其麾下作為S級傭兵兼頭牌的哈爾汀等5名巨人族宣誓加入草帽海賊團旗下而感到震驚。
世界政府發布廢除王下七武海制度的消息後，面對海軍中将史铁雷斯率领海舰的圍捕，巴其認為海軍非常無情無義，並鼓勵部下全力反擊，自己卻想找機會離開。後來幸運的是，本來襲擊的軍艦正好被克洛克達爾等人擊垮，此時巴其想起克洛克達爾被自己欠債的事，而前來討債的克洛克達爾表明建立新組織的事需要資金，於是巴其表示可以讓巴其速遞為克洛克達爾提供支援來建立新組織並以此抵債。
於和之國篇章結尾後，因為巴其的部下在製作新組織「十字公會」的宣傳海報時，將巴其放在海報上的正中間，因而讓海軍誤以為巴其是十字公會的領導者，但由於「百獸」海道跟「BIG MOM」夏洛特·莉莉相繼垮台，於是「草帽小子」蒙其·D·魯夫和巴其，從而成為新「四皇」勢力之一。
成為四皇後，實際上合組十字公會的兩大主力——克洛克達爾和「鷹眼」密佛格相當不滿十字公會的海報製作，於是找上巴其算帳，但因為密佛格對四皇的位置不感興趣，並提議讓巴其在名義上作為十字公會的領導是個不錯的棋子，使其逃過一劫。得知傑克開始朝拉乎德爾的行動後，決定在不遵從克洛克達爾和密佛格的指示下，向成員宣言準備以海賊王為目標。

## 備註
1. ↑  實際上克洛克達爾和喬拉可爾·密佛格才是真正的主謀。